# Château de Suzey
Le château de Suzey est un château médiéval aujourd'hui en ruines, situé en amont du hameau de Ivéry sur la commune de Pont-Saint-Martin, en Vallée d'Aoste, à la limite du territoire de la commune de Perloz.
Il surplombe Ivéry, rehaussé sur un modeste éperon rocheux par rapport au village, sur un promontoire très prisé des excursionnistes et sur espace protégé par la réserve naturelle de l'étang de Holay en raison de sa flore très intéressante.

## Histoire
Même s'il semble procédé d'un héritage ancien, le château est mentionné régulièrement depuis le XIVe siècle dans les reconnaissances féodales de la noble et puissante famille de Vallaise, famille qui avait plusieurs possessions et château dans la vallée de la Lys et de la basse vallée de la Doire baltée, entre Perloz, Lillianes, Fontainemore, une partie de Pont-Saint-Martin et Arnad (ils étaient justement isus de la famille De Arnado). Ce château se trouvait donc à la périphérie de la juridiction des barons de Vallaise et les nobles rejetons qui y séjournaient ne manquaient pas de se laisser aller à leurs pires instincts, entre arrogance et vexations. On raconte qu'en 1351, Dominique et Godefroy de Vallaise détroussèrent, enlevèrent et emprisonnèrent un riche marchand d'Ivrée, Pietro di Stria, pour exiger une rançon à sa famille. Leur méfait resta impuni
.

## Architecture

Plan et face ouest du château de Suzey dessiné par Carlo Nigra sur une esquisse d'Alfredo d'Andrade.

Le château aujourd'hui complètement en ruines, relevait de la typologie des premiers châteaux valdôtains et se caractérisait par la présence d'une tour circulaire, aujourd'hui détruite, qui, selon des études récentes, faisait 5 mètres de diamètre, et qui aurait pu être construite au XIIe, ou au XIIIe siècle. Carlo Nigra (it), qui a inspecté les ruines avant les années 1940, remarque au contraire que « de la tour, on ne peut pas connaître les dimensions exactes car elle est complètement en ruines, et ses ruines ne couvrent pas les fondations »

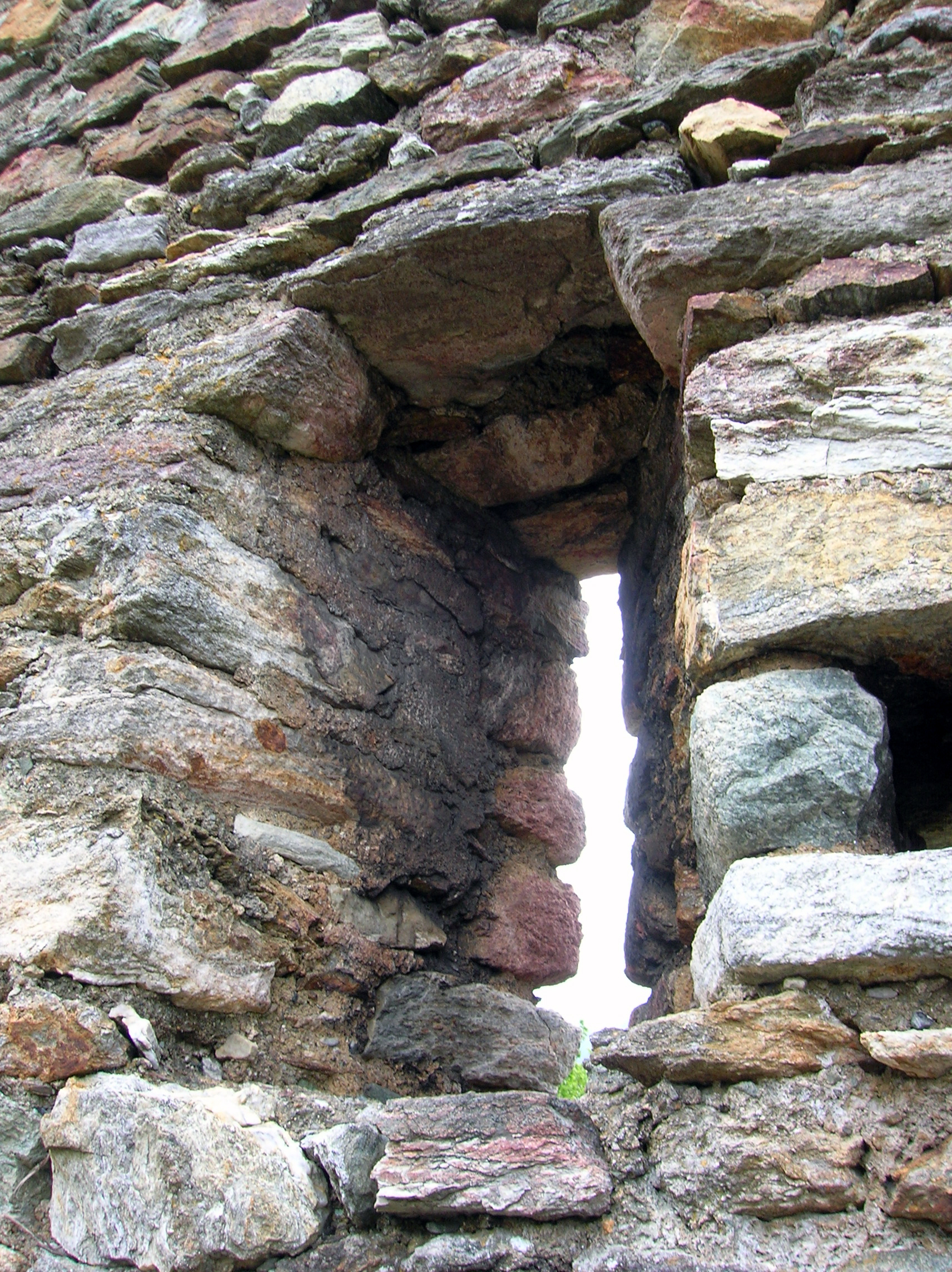
Une meurtrière de l'intérieur

La muraille d'enceinte qui l'entourait, aujourd'hui en partie écroulée et étouffée par la végétation, avait une forme irrégulière afin de mieux s'adapter aux aspérités du terrain.  Sur le côté nord, se dressait l'habitation principale, avec un mur de 80 centimètres d'épaisseur.
Le bâtiment d'habitation, probablement postérieur d'un siècle à la muraille et aux tours, présentait un toit à deux flancs, soutenu par un merlon sous laquelle se trouvaient les ouvertures pour l'écoulement de l'eau de pluie. Au rez-de-chaussée, il y avait une seule pièce dotée d'embrasures, tandis que l'unique pièce du premier étage était dotée de fenêtres et de meneaux.
Dans le grenier, une dernière pièce était éclairée par les fenêtres creusées dans les deux frontons.

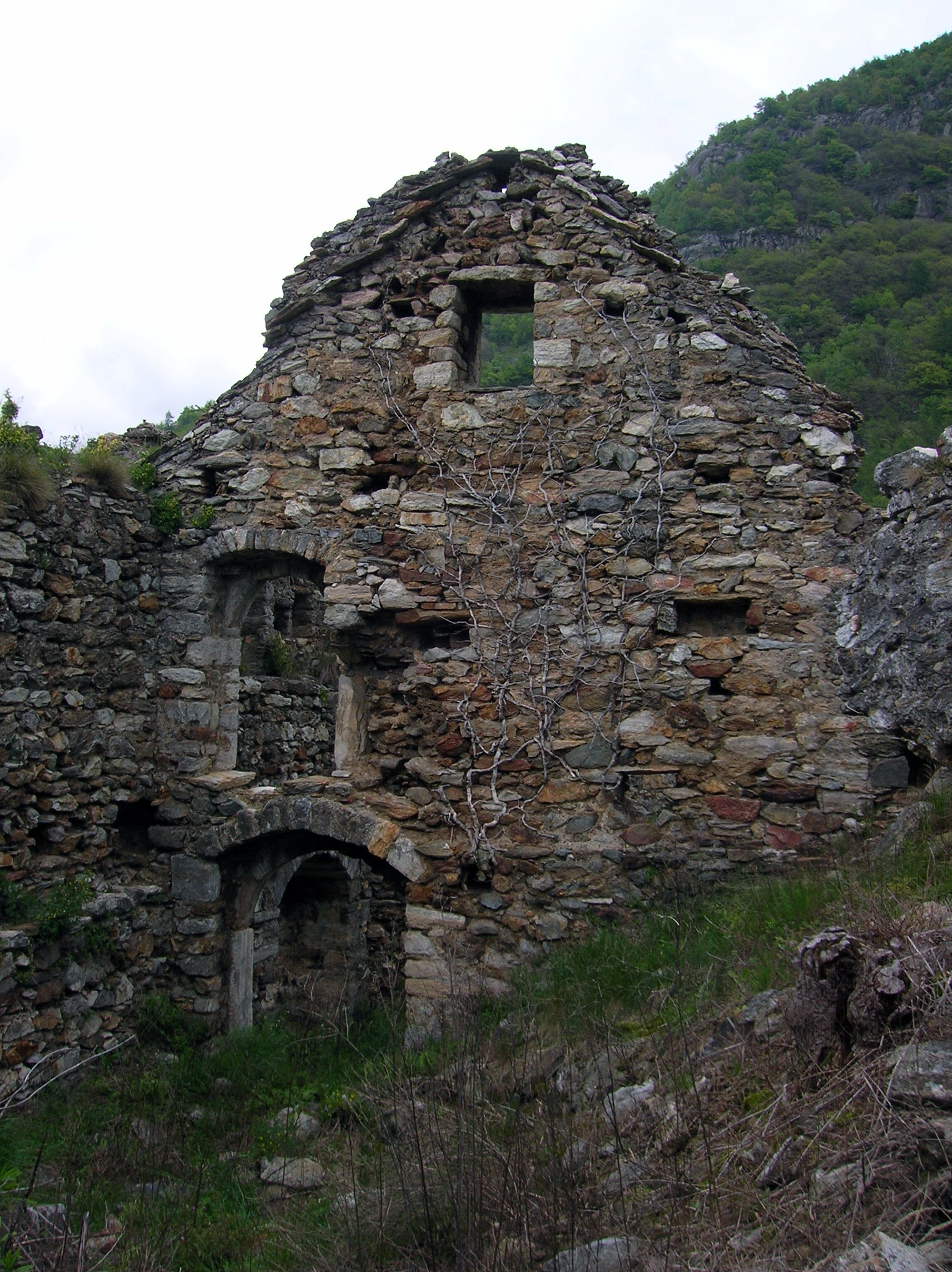
Les fenêtres et la porte

Le château était également doté d'une poterne qui peut-être présentait un petit pont-levis. Sur les façades nord et ouest se trouvaient les fenêtres carrées. Il y avait une entrée principale avec une archivolte en pierre sculptée, et surélevée par rapport à cette dernière. On voit encore la trace d'une fenêtre à meneaux, dont le socle a disparu. Au sud, on relevait une fenêtre quadrangulaire en pierre.

## Sources
- (it) Cet article est partiellement ou en totalité issu de l’article de Wikipédia en italien intitulé « Castello di Suzey » (voir la liste des auteurs).